# William Tyrrell
William George Tyrrell, 1er baron Tyrrell, né le 17 août 1866 à Nainital (Inde) et mort le 14 mars 1947 à Londres (Royaume-Uni), est un fonctionnaire et diplomate britannique. Il est sous-secrétaire d'État permanent aux affaires étrangères (en) entre 1925 et 1928 et ambassadeur britannique en France (en) de 1928 à 1934.

## Contexte et éducation
William Tyrrell, petit-fils d'une princesse indienne, fut éduqué en Allemagne (il parlait couramment l'allemand) et au Balliol College, à Oxford.

## Carrière
Tyrrell servit au ministère des Affaires étrangères de 1889 à 1928. Il fut secrétaire particulier du sous-secrétaire d'État permanent aux affaires étrangères (en), Thomas Sanderson (en), de 1896 à 1903, puis secrétaire du Comité de Défense impériale de 1903 à 1904 avant d'être nommé deuxième secrétaire à l'ambassade britannique à Rome. De retour au pays, il fut d'abord rédacteur de procès-verbal 1905 à 1907 et plus tard, avec Louis Mallet, secrétaire privé de Sir Edward Gray de 1907 à 1915. Tyrrell soutint l'Entente cordiale avec la France et ne pensait pas qu'un rapprochement avec l'Allemagne impériale était possible avant 1914. Il semble avoir été l'un des quelques intimes de Gray, mais une paresse inhérente et une frustration avec les formalités administratives rendent difficile l'évaluation de son influence. Cependant, Tyrrell joua un rôle plus important que son titre ne le suggérerait et, par exemple, à l'automne 1913, il fut envoyé à Washington en tant qu'ambassadeur personnel de Gray pour discuter de la situation au Mexique à la suite du renversement de Francisco I. Madero.
En 1914, au vu du développement de la puissance russe, Tyrrell était devenu favorable à un rapprochement avec l'Allemagne. Proposé par son ami, le magnat silésien Blücher von Wahlstatt, le 8 avril 1914, avec l'accord de Grey, le principe d'une mission secrète de Tyrrell pour explorer les possibilités d'un tel rapprochement fut accepté le 15 par Gottlieb von Jagow, secrétaire d’état à l’Auswärtiges Amt. L’agenda politique britannique devait toutefois en reporter la réalisation qui, intervenue à temps, aurait pu contribuer à une résolution diplomatique de la crise de juillet. 
Au printemps de 1915, Tyrrell sembla avoir été victime d’une dépression nerveuse presque totale (peut-être précipitée par le décès de son fils cadet cette année-là) et il prit un travail moins stressant au Bureau de l'Intérieur avant d'être nommé chef du Political Intelligence Department (1918–1920) (en) de 1916 à 1919. Il fut sous-secrétaire permanent de 1925 à 1928 et ambassadeur britannique en France du 3 août 1928 au 4 mai 1934. En tant que sous-secrétaire permanent, il ne pensait pas qu'il y avait une menace militaire du Japon et que la Russie était l'ennemi et, comme ambassadeur, il travailla à un accord anglo-français. Il était également suspicieux envers l'Allemagne nazie. Il prêta serment au Conseil privé en 1928 et fut fait pair comme baron Tyrrell d'Avon dans le comté de Southampton, en 1929. En 1935, il fut nommé président du British Board of Film Censors, un poste qu'il occupa jusqu'en 1947.

## Vie personnelle
Lord Tyrrell épousa Margaret Ann, fille de David Urquhart, en 1890. Il est mort en mars 1947, à l’âge de 80 ans, et la baronnie s'éteignit avec lui, ses deux fils ayant été tués lors de la Première Guerre mondiale.